# Castello Pallavicino Serbelloni
Il castello Pallavicino Serbelloni, spesso definito anche Palazzo, è un castello posto nel centro abitato di Castiglione d'Adda, nel basso Lodigiano.

## Storia
Le origini del castello risalgono all'alto Medioevo: nell'XI secolo apparteneva al monastero di San Vito di Camairago. Nei secoli successivi, data la sua grande importanza strategica, fu più volte conteso (in particolare tra il vescovo di Lodi e i Visconti) fino a passare in feudo nel 1478 a Carlo Fieschi e intorno al 1500 alla famiglia Pallavicino.
Il castello fu dotato di mura fino al 1470, anno in cui vennero abbattute per ordine di Galeazzo Maria Sforza, nel contesto delle dispute tra il Ducato di Milano e la Repubblica di Venezia.
Nel 1551 Gerolamo Pallavicino lo scelse come sua residenza e ne promosse la trasformazione per dargli un aspetto di palazzo più adeguato ai tempi. Morto il Pallavicino senza eredi, il feudo di Castiglione passò alla famiglia Serbelloni, alla quale si deve un ulteriore restauro nel 1652.
I proprietari successivi decisero il frazionamento del castello per ricavarvi appartamenti e spazi produttivi.

## Caratteristiche
Il castello è posto al limite settentrionale del paese, su un'altura che domina le bassure dell'Adda. Ha pianta rettangolare, con un cortile centrale sul quali si affacciano quattro corpi dotati di torri angolari, fra le quali spicca per altezza quella all'angolo orientale.
Le facciate nord-orientale e sud-orientale, rivolte verso l'Adda, conservano l'aspetto fortificato d'origine; al contrario la facciata sud-occidentale, al centro della quale si apre l'ingresso, presenta una veste manierista più affine a quella di un palazzo, con un profondo bugnato, decorazioni in pietra raffiguranti le teste di personaggi mitici, e mascheroni di grandi dimensioni.
L'androne si apre sul cortile interno tramite una serliana; sul lato opposto vi è un loggiato, in parte murato, a tre archi sorretti da colonne binate, e aperto posteriormente verso la campagna. Il Marubbi segnala una forte somiglianza di questo loggiato con il portico del palazzo Affaitati di Cremona e per analogia ne ipotizza quindi l'attribuzione a Francesco Dattaro.
Gli interni sono stati più volte modificati e presentano come unico motivo d'interesse una sala con volta affrescata risalente alla seconda metà del Cinquecento.

### Fonti
- Giacomo Carlo Bascapè e Carlo Perogalli (a cura di), Castelli della pianura lombarda, testo di Carlo Perogalli, Milano, Electa, 1960,  pp. 158-159, ISBN non esistente, SBN SBL0028400.
- Santino Langé, Ville della provincia di Milano. Lombardia 4, Milano, SISAR, 1972,  pp. 311-313, ISBN non esistente, SBN MIL0194097.
- Carlo Perogalli, Enzo Pifferi e Angelo Contino, Castelli in Lombardia, Como, Editrice E.P.I., 1982.
- Mario Marubbi, Monumenti e opere d'arte nel basso Lodigiano, fotografie di Giuseppe Giudici, Meleti, Guardamiglio, Maleo, edito dalla Cassa Rurale ed Artigiana del Basso Lodigiano, 1987,  p. 68, ISBN non esistente, SBN MIL0576026.
- Francesco Süss, Le ville del territorio milanese. Aspetti storici e architettonici, Milano, Silvana Editoriale, 1988,  p. 38, ISBN 88-366-0229-0.

### Ulteriori approfondimenti
- Enrico Casanova, Dizionario feudale delle provincie componenti l'antico Stato di Milano, all'epoca della cessazione del sistema feudale, Milano, Biblioteca Ambrosiana, 1930,  p. 33, ISBN non esistente, SBN CUB0166337.
- Salvatore Spinelli, La Cà Granda. 1456-1956, Milano, Consiglio degli Istituti Ospitalieri, 1956,  p. 191, ISBN non esistente, SBN LO10485515.
- Settimo Ghizzoni, Castiglione d'Adda. Dalla sua origine fino ai giorni nostri, Castiglione d'Adda, edito dalla parrocchia, 1975,  pp. 66-74, ISBN non esistente, SBN BVE0323314.